# Acantholycosa azyuzini
Acantholycosa azyuzini là một loài nhện trong họ Lycosidae.
Loài này thuộc chi Acantholycosa. Acantholycosa azyuzini được Yuri M. Marusik, Heikki Hippa & Koponen miêu tả năm 1996.